# Sonny Boy Williamson I.
John Lee „Sonny Boy“ Williamson I. (* 30. März 1914 in Madison County, südwestlich von Jackson, Tennessee; † 1. Juni 1948 in Chicago) war ein US-amerikanischer Bluesmusiker und Mundharmonikaspieler.
Williamson etablierte die Mundharmonika zum Melodie-Instrument im Blues und gilt als „Vater der modernen Blues Harp“. Sein Stil hat viele Bluesmusiker beeinflusst, darunter Billy Boy Arnold, Sonny Terry und Muddy Waters. In den 1940er Jahren war er so populär, dass sich der Bluesmusiker Aleck „Rice“ Miller Sonny Boy Williamson II. nannte.
Seine wohl bekanntesten Songs sind Shake the Boogie (#4 der R&B-Charts 1947) und Good Morning, School Girl.
Williamson kam am 1. Juni 1948 bei einem Raubüberfall ums Leben. 1990 stiftete seine Plattenfirma einen Grabstein, um seiner zu gedenken.